# Zwettlbach (Große Mühl)

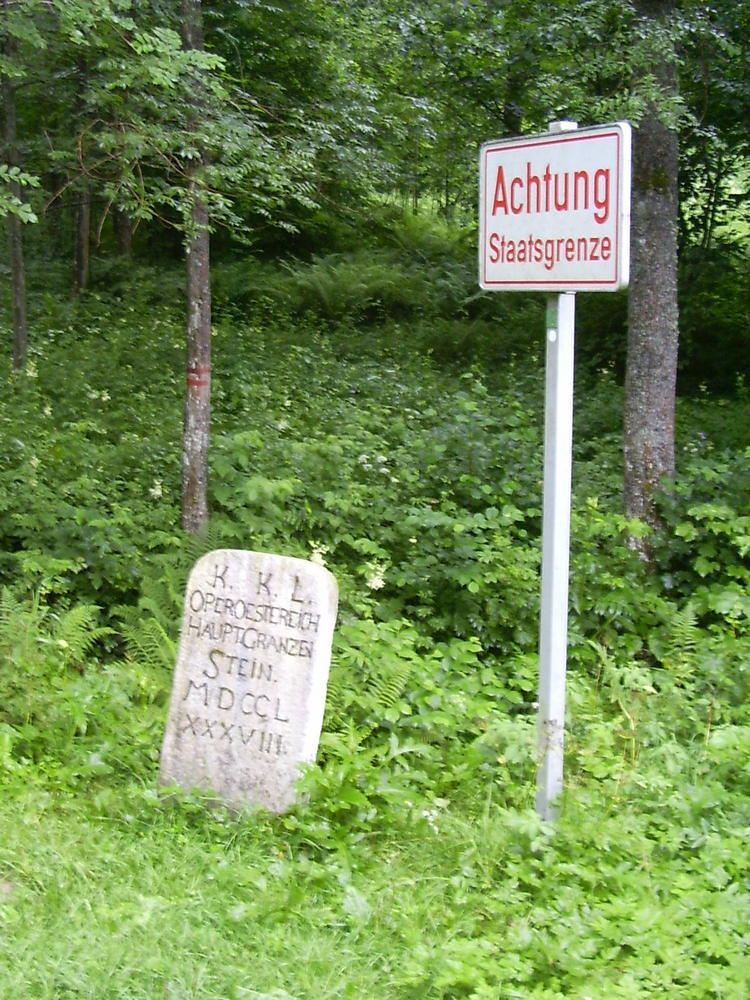
Hauptgranzenstein von 1788

Der Zwettlbach, früher Zwettelbach bzw. Reichenauer Bach (tschechisch Světlá) ist ein linker Zufluss der Großen Mühl in Tschechien und Österreich. 

## Verlauf
Die Světlá entspringt westlich von Svatý Tomáš im Böhmerwald. Ihre Quelle befindet sich am nordwestlichen Fuße des mit der Ruine Vítkův hrádek gekrönten Vítkův kámen (Schlossberg, 1035 m n.m.) und liegt nur wenig westlich von der des Horský potok/Steinerne Mühl. Der Oberlauf des Baches führt östlich des Medvědí vrch (Bärenkorb, 1017 m n.m.) nach Süden vorbei an der Wüstung Linda (Linden). Danach nimmt die Světlá südwestliche Richtung und fließt durch ein breites sumpfiges Tal nördlich am U Horní Ureše (866 m n.m.) vorbei der österreichischen Grenze zu. Entlang ihres Laufes liegen hier die Wüstungen Pernek (Bernek), Rychnůvek (Deutsch Reichenau) und Horní Ureš (Ober Uresch). Gegenüber der Burgruine Morau nimmt der Zwettlbach/Světlá südliche Richtung und fließt vorbei an St. Oswald bei Haslach und Almesberg sowie den Wüstungen Murov (Murau) und Mukenslag (Muckenschlag). Auf diesem zwei Kilometer langen Abschnitt bildet der Zwettlbach teils die österreichisch-tschechische Grenze, teils fließt er parallel neben dieser auf tschechischem Gebiet. Der Unterlauf des Zwettlbaches führt ab Unterurasch in östlicher Richtung vorbei an Kasbach, Damreith und der Zwettlmühle durch das Mühlviertel. Nach 16 Kilometern mündet der Zwettlbach am Oedtwald bei Gattergaßling in die Große Mühl. 
Auf einer Länge von 10,5 Kilometern fließt der Bach durch tschechisches Gebiet im Nationalpark Šumava, davon auf 8,2 Kilometern im tschechischen Binnenland.
Ab der Einmündung des Reithbaches/Otovský potok ist der Zwettlbach/Světlá als Teil des Schwarzenbergschen Schwemmkanals kanalisiert. Am Grenzabschnitt bei Morau durchfließt der Bach die künstlich angelegte Morauer Steilstufe. Die versumpften Wiesen auf dem Gebiet des Dorfes Rychnůvek sind heute Teil des Dorfes Světlá.

## Schwarzenbergscher Schwemmkanal
Der Schwarzenbergsche Schwemmkanal führt aus dem Einzugsgebiet der Moldau vom Grenzbach Igelbach/Ježová über die Wasserscheide zur Donau auf dem Sattel westlich des Růžovský vrch (Rosenhügel, 939 m n.m.) zum Otovský potok/Ottenschlager Bach und über diesen über den Zwettlbach bis zur Großen Mühl. Die Länge dieses zum Alten Kanal gehörigen Abschnittes beträgt 7,5 Kilometer. Daran schloss sich die 28,3 km lange Mühlschwemme zwischen Großer Mühl und Donau an.

## Geschichte
Die über dem Quellgebiet des Baches gelegene Burg Wittinghausen gilt als die Stammburg der Witigonen. Von der Burg aus wurde auch das obere Tal des Zwettlbaches besiedelt. Die darin gelegenen Dörfer im Grenzgebiet zwischen Böhmen und Oberösterreich bildeten den Kern der Herrschaft Wittinghausen und das deutsche Gericht Deutsch Reichenau, das von österreichischer Seite böhmisches Gericht genannt wurde. In der zweiten Hälfte des 15. Jahrhunderts vereinigten die Herren von Rosenberg die Herrschaft Wittinghausen mit der Herrschaft Krummau. Ab 1622 gehörte die Herrschaft Krumau den Fürsten von Eggenberg und ab 1719 den Fürsten von Schwarzenberg. Die Gebiete am Unterlauf des Baches gehörten dem Stift Schlägl, das auch die Flößereirechte auf der Großen Mühl besaß.
Der Fürstlich Schwarzenbergische Forstingenieur Joseph Rosenauer legte zwischen 1775 und 1778 erste Pläne vor, die Wasserscheide zwischen Moldau und Donau über einen Kanal von der Großen Mühl in den Böhmerwald zu überwinden. Diese wurden zunächst nicht realisiert. Später vermaß Rosenauer im Auftrag der Fürsten Schwarzenberg, die inzwischen fast den gesamten böhmischen Teil des Böhmerwaldes erworben hatten, die Grenze zwischen Böhmen und Oberösterreich. Unterhalb der Burg Morau ist am Zwettlbach ein 1788 gesetzter Hauptgranzenstein erhalten.
Nachdem Joseph II. Fürst von Schwarzenberg im Jahre 1789 auch das Flößprivileg auf der Großen Mühl an sich gebracht hatte, erfolgte der Bau des Schwemmkanals zwischen Hirschbergen und dem Ottenschlager Bach. Auch der Zwettlbach wurde für die Flößerei hergerichtet und dessen steiniger Abschnitt bei Morau durch eine Steilstufe mit für sie hergerichtet. In der zweiten Hälfte des 19. Jahrhunderts sanken die Preise für Brennholz; für die gewinnbringende Schwemme von Stammholz war die Große Mühl wegen zahlreicher Mühlen und Wehre jedoch nicht tauglich. Nach dem Bau der Mühlkreisbahn im Jahre 1888 wurde die Holzschwemme auf der Großen Mühl zur Donau immer mehr reduziert. 1916 wurde letztmals Scheitholz vom Rosenhügel bis Haslach geschwemmt. Zum 1. Jänner 1935 erhielt das Stift Schlägl den oberösterreichischen Kanalabschnitt vom Rotbach bis zum Igelbach von der Schwarzenbergischen Forstdirektion Oberplan zurück, damit endete auch die Konzession für den Schwemmbetrieb im österreichischen Teil. 
Nach dem Ende des Zweiten Weltkrieges wurden die meisten der deutschen Bewohner der Gemeinde Reiterschlag vertrieben. Die wenigen Neusiedler mussten das ab 1951 zur Sperrzone am Eisernen Vorhang erklärte Gebiet wieder verlassen. Sämtliche Ortschaften auf tschechischem Gebiet wurden dem Erdboden gleichgemacht.

## Zuflüsse
- Otovský potok (Reithbach, auch Ottenschlager Bach) (r) gegenüber der Burgruine Morau
  - Schwarzenbergscher Schwemmkanal (r), unterhalb Koranda in den Otovský potok
- Steinbach/Urešův potok (l), bei Kasbach